# Escazeaux
Escazeaux é uma comuna francesa na região administrativa de Occitânia, no departamento de Tarn-et-Garonne. Estende-se por uma área de 16,05 km². Em 2010 a comuna tinha 290 habitantes (densidade: 18,1 hab./km²).